# Reza Aslan
Reza Aslan (Teerã - Irã, 3 de maio de 1972) é um acadêmico e escritor iraniano-americano que publicou diversos livros sobre religião.
A família de Aslan veio de Teerã para os Estados Unidos em 1979, fugindo da Revolução Iraniana. Ele cresceu na cidade de São Francisco.
Aslan nasceu em uma família muçulmana xiita. Ele se converteu ao cristianismo evangélico na adolescência, mas voltou ao islamismo antes de iniciar seus estudos na faculdade de Harvard, instituição na qual se graduou em 1999.

### Obras publicadas
Aslan publicou sete livros em língua inglesa, tendo dois livros traduzidos para português.

#### Zelota: A vida e a época de Jesus de Nazaré
O livro Zelota: A vida e a época de Jesus de Nazaré foi publicado originalmente em 2013, tendo sido traduzido para língua portuguesa no mesmo ano. A obra traz um relato histórico da vida de Jesus, analisando anda diversas perspectivas religiosas sobre o nascimento do Cristianismo.
No livro, Aslam argumenta que Jesus era um zelota, pertencendo à tradição da escatologia judaica.. A autor descreve Jesus como um líder revolucionário que era movido pelo zelo religioso e indignação em relação aos sacerdotes do Templo de Jerusalém, os quais sustentavam o domínio romano sobre os judeus.

#### Deus: uma história humana
Neste livro, publicado em língua portuguesa pela Editora Zahar em 2018, Aslan desenvolve a teoria de que o ser humano possui um desejo inato de humanizar a figura de Deus. 
A história da religião é vista por Aslan como uma busca coesa para entender o sagrado, atribuindo a ele características e emoções humanas; segundo o autor, esse desejo inato de humanizar Deus está arraigado em nossos cérebros, tornando-se uma característica central em quase todas as tradições religiosas. Para Aslan, é o homem quem cria Deus à sua imagem, e não o contrário.